# 尼特拉城堡

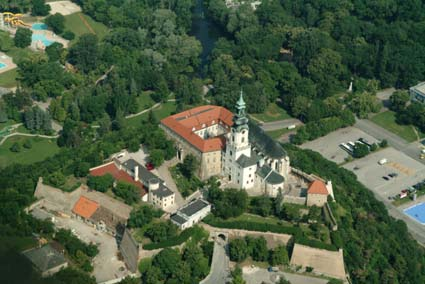
尼特拉城堡

尼特拉城堡是位於斯洛伐克城市尼特拉的一座城堡。城堡內的教堂是天主教尼特拉教區的主教座堂。

## 外部連結
- Castle of Nitra at slovakia.travel